# Utrechtsepoort
La Utrechtsepoort (« porte d'Utrecht » en néerlandais) était l'une des cinq portes principales d'accès à la ville d'Amsterdam au XVIIe siècle. Elle fut construite en 1664, à la suite de la dernière phase de l'aménagement de la ceinture de canaux du Grachtengordel, et était intégrée au système de fortifications d'Amsterdam. Elle était identique à la Muiderpoort et à la Weesperpoort, ce pour empêcher d'éventuels assaillants de savoir exactement dans quelle partie de la ville ils se trouvaient. 
La porte fut construite pour remplacer la Derde Regulierspoort, devenue caduque après l'expansion de la ville. Elle se trouvait au sud de l'ancienne « place d'Utrecht » (Utrechtseplein), à l'emplacement de l'actuelle Frederiksplein. Elle fut détruite en 1857-1858 et le pont levant qui se trouvait au sud fut remplacé par un pont fixe à hauteur de Westeinde / Van Woustraat.